# قائمة بالأشخاص ممن لقبوا بالكبير
هذه قائمة بالأشخاص المعروفين باسم العظيم أو الكبير أو الأكبر أو ما يعادله في شتى اللغات. وفي بعض اللغات الأخرى لها لاحقات خاصة بثقافة البلد مثل الفارسية برزگ (بُزرُق) والأردية أعظم، والكل يحمل ذات المعنى.

## الملوك
| الإسم                       | الوصف                                                | الأعوام             | المصادر |
| --------------------------- | ---------------------------------------------------- | ------------------- | ------- |
| عباس الصفوي الأول           | خامس ملوك الدولة الصفوية (إيران في وقتنا الحاصر)     | 1571 - 1629         | [ 1 ]   |
| أفونسو الأول ملك البرتغال   | أول ملوك البرتغال                                    | 1139 - 1185         |         |
| السلطان أجونج               | حاكم سلطنة ماتارام (معظم جزيرة جاوا في وقتنا الحاضر) | 1593 - 1645         |         |
| جلال الدين أكبر             | إمبراطور المغول (الهند)                              | 1542 - 1605         | [ 2 ]   |
| الإسكندر الأكبر             | ملك مقدونيا وبلاد فارس وفرعون مصر                    | 356 ق.م. - 323 ق.م. |         |
| ألفونسو الثالث ملك أستورياس | ملك ليون وجليقية وأستورياس                           | 848 - 910           |         |
| ألفريد العظيم               | ملك وسكس والأنجلوسكسونيين                            | 848/849 - 899       |         |
| أنطيوخوس الثالث             | ملك السلوقيين                                        | 241 ق.م - 187 ق.م.  |         |
| أشوكا                       | ملك السلالة الماورية                                 | 304 ق.م. - 232 ق.م. |         |
| أسكيا محمد                  | إمبراطور سونغاي                                      | 1442 - 1538         |         |
| برينغيلا ملكة قشتالة        | وصية العرش القشتالي وملكتها وملكة ليون.              | 1179 - 1246         |         |
| بوميبول أدولياديج           | ملك تايلاند                                          | 1927 - 2016         |         |
|                             |                                                      |                     |         |